# Fehlinvestition
Als Fehlinvestition wird in der Wirtschaft eine Investition bezeichnet, deren Investitionsausgaben mittelfristig nicht durch Einnahmen gedeckt werden können.

## Allgemeines
Investitionen, insbesondere Gründungs- und Erweiterungsinvestitionen, werden aufgrund vorangegangener Investitionspläne getätigt. Diese Pläne gehen davon aus, dass eine Investition sich lohnt, wenn sie die Wirtschaftlichkeit und Rentabilität eines Wirtschaftssubjekts (Unternehmen, Privathaushalt oder der Staat mit seinen Untergliederungen) verbessert. Fehlinvestitionen sind das Ergebnis von Planungsfehlern infolge falscher Beurteilung der technischen und wirtschaftlichen Entwicklung und/oder ungenauer Investitionsrechnung. Fehlinvestitionen stellen im Hinblick auf ein Ziel (Unternehmensziel, persönliches Ziel, Staatsziel) eine falsche Anlage von Sachkapital dar. Zu den Fehlinvestitionen gehören  auch nicht abgeschlossene Investitionsprojekte, deren bereits investierter Teil nutzlos ist oder Erhaltungsaufwand verursacht (Investitionsruinen). Beispiel sind nicht weitergebaute Autobahnen, aber auch fertiggestellte Bauwerke, deren Nutzung vor Ablauf der Nutzungsdauer durch Stilllegung vorzeitig beendet wird. 
Hoheitliche Entscheidungen (wie der Atomausstieg durch Stilllegung kerntechnischer Anlagen) können dazu führen, dass ursprünglich rentable Investitionen zu Fehlinvestitionen werden, sofern staatliche Entschädigungen nicht auch den (gesamten) entgangenen Gewinn abdecken. Auch in letzterem Fall ist die Investition jedoch volkswirtschaftlich betrachtet eine Fehlinvestition, die den Wohlstand senkt. Unklare oder instabile staatliche Rahmenbedingungen verursachen Fehlallokationen von Kapital und Wohlstandsverluste, die dem Staat direkt zuzurechnen sind.

## Messgrößen
Das Investitionsrisiko ist ein Teil des Unternehmerrisikos und besteht in dem Risiko, dass Fehlinvestitionen vorgenommen werden, dadurch Kapitalverluste eintreten oder gar eine Insolvenz die Folge ist. Ursache ist die langfristige Kapitalbindung.
Ob eine Fehlinvestition vorliegt, kann durch betriebswirtschaftliche Kennzahlen ermittelt werden. Hierzu sind am besten geeignet die Payback-Periode und der Return on Investment. Die Payback-Periode errechnet sich wie folgt:
{\displaystyle {\text{Payback-Periode}}={\frac {\text{Anschaffungskosten}}{\text{Umsatzerlöse pro Jahr}}}}.
Betragen die Anschaffungskosten einer Maschine beispielsweise 500.000 Euro und der mit ihr erzielte Umsatzerlös 50.000 Euro, so muss die Maschine 10 Jahre produzieren, um die Anschaffungskosten zu amortisieren. Hat sie aber eine betriebsgewöhnliche Nutzungsdauer von lediglich 8 Jahren, so liegt formal eine Fehlinvestition vor. Der Return on Investment wird durch sinnvolle Investitionen verbessert. Fehlinvestitionen dagegen verursachen Fixkosten, die den Return on Investment negativ beeinflussen.
Beispiel
Die Investitionsausgaben {\displaystyle A_{a}} betragen angenommen 800.000 € bei einer erwarteten Nutzungsdauer {\displaystyle d_{t}} von drei Jahren. Während der Nutzungsdauer erbringt die Investition Umsatzerlöse {\displaystyle E_{e}}, am Ende der Nutzungsdauer fällt ein Verschrottungsgewinn {\displaystyle L_{n}} von 20.000 € an.
| Geschäftsvorgang                           | {\displaystyle A_{a}} | {\displaystyle E_{e}} |
| ------------------------------------------ | --------------------- | --------------------- |
| Investitionsausgaben                       | 800.000 €             | 0 €                   |
| Umsatzerlöse {\displaystyle d_{t}1}        | 0 €                   | 200.000 €             |
| Umsatzerlöse {\displaystyle d_{t}2}        | 0 €                   | 400.000 €             |
| Umsatzerlöse {\displaystyle d_{t}3}        | 0 €                   | 420.000 €             |
| Verschrottungsgewinn {\displaystyle L_{n}} | 0 €                   | 20.000 €              |
| Summen                                     | 800.000               | 1.040.000 €           |

Die Investitionsrechnung ergibt Ausgaben in Höhe von 800.000 Euro, denen Einnahmen in Höhe von 1.040.000 Euro gegenüberstehen, so dass sich die Investition mit einem Einnahmeüberschuss von 240.000 Euro gelohnt hat. Eine Fehlinvestition liegt vor, wenn die Erträge niedriger sind als die Investitionsausgaben, also unter 800.000 € liegen. Abschreibungen erscheinen in der Zahlungsreihe nicht, weil sie nicht zahlungswirksam sind.

## Ex ante- und ex post-Betrachtung
Fehlinvestitionen sind das klassische Beispiel in den Wirtschaftswissenschaften für die Erklärung der ex ante- und ex-post-Betrachtung. Bei einer Investitionsentscheidung geht der Entscheidungsträger davon aus, dass die im Investitionsplan enthaltenen Erwartungen auch eintreffen werden („ex ante“). Die Entscheidung wird umgesetzt und zeigt sich in der Bilanz als Erhöhung des Anlagevermögens. Später kommt es jedoch unerwartet zu einer Rezession mit einem Nachfragerückgang, der eine Unterbeschäftigung der Investition mit sich bringt. Die Umsatzerlöse reichen nicht mehr zur Amortisation der Investition aus. Im Nachhinein („ex post“) stellt sich die Investitionsentscheidung als Fehlentscheidung und die Investition als Fehlinvestition heraus. Die durch eine vergangene Entscheidung verursachten Kosten waren zum Entscheidungszeitpunkt (ex ante) entscheidungsrelevante Kosten und werden dann zu versunkenen Kosten, wenn auf sie in einer gegenwärtigen oder künftigen Entscheidungssituation nicht mehr Einfluss genommen werden kann und sie sich nachträglich als irreversible Kosten herausstellen (ex post).

## Wirtschaftliche Aspekte
In der Investitionsrechnung werden die Investitionsausgaben den zusätzlich durch diese Investition generierten Umsatzerlösen gegenübergestellt. Reichen diese während der Nutzungsdauer nicht aus, um die Investitionsausgaben zu decken (also Kostendeckung zu erreichen), liegt eine Fehlinvestition vor. Gründe können unzureichende oder fehlende Marktbeobachtung (Analyse der Marktdaten), falsche Einschätzung der künftigen Marktentwicklung (etwa durch unerwartete Angebots- oder Bedarfsverschiebungen), der Konjunkturentwicklung (Rezession), hohe Inflationsraten (Hyperinflation) mit Scheingewinnen, unerwartete Folgekosten oder neue Technologien sein. Dies führt zu Überkapazitäten, durch die eine vollständige und dauerhafte Kapazitätsauslastung der Investition nicht möglich ist. Eine Fehlinvestition erreicht nicht die Gewinnschwelle, der Return on Investment ist negativ (das investierte Kapital verzinst sich negativ, wird also aufgezehrt), und es entsteht ein negativer Kapitalwert. Die Grenzkosten der Investition sind genauso hoch oder höher als ihre Grenzerträge. Im Sinne der Grenzleistungsfähigkeit des eingesetzten Kapitals liegt eine Fehlinvestition vor, wenn der aktuelle Marktzins höher ist als die Grenzleistungsfähigkeit des Kapitals. Unwirtschaftliche und/oder unrentable Investitionen gefährden wegen der langfristigen Kapitalbindung die Existenz eines Wirtschaftssubjekts (Grenzanbieter).
Entscheidungstheoretisch beruhen Investitionsentscheidungen entweder auf einer Entscheidung unter Ungewissheit oder einer Entscheidung unter Risiko. Bei ersteren sind die Eintrittswahrscheinlichkeiten der Umweltzustände (wie etwa die Marktentwicklung) zum Entscheidungszeitpunkt unbekannt, bei letzteren sind die Eintrittswahrscheinlichkeiten zwar bekannt, nicht aber der Zeitpunkt ihres Eintretens. Treffen die in der Investitionsplanung erwarteten Umweltzustände nicht ein, liegt bei einer ex-post-Betrachtung der Investition eine Fehlentscheidung zugrunde.
Fehlinvestitionen beeinträchtigen volkswirtschaftlich die Wohlfahrt, binden Ressourcen in unproduktiven Verwendungen (Kapitalbindung) und führen zu Verzerrungen der Produktionsstruktur; sie stellen eine Fehlallokation dar. Sie sind gleichzeitig auch versunkene Kosten, weil die Investitionsausgaben ganz oder teilweise nicht erwirtschaftet werden können. 